# 머신 건 켈리 (래퍼)
리처드 콜슨 베이커(영어: Richard Colson Baker, 1990년 4월 22일 ~ )는 머신 건 켈리(영어: Machine Gun Kelly) 또는 MGK라는 예명으로 알려진 미국의 래퍼, 배우이다.

## 작품 목록
- 너브
- 캡티브 스테이트 - 유르기스 역
- 더 더트
- 프로젝트 파워 - 뉴트 역
- 더 킹 오브 스테이튼 아일랜드
- FBI 데스트랩 - 바이런 크로포드 역